# Aigra Nova
Aigra Nova ist ein portugiesisches Dorf in der Gemeinde (Freguesia) und im Kreis (Concelho) von Góis. Es gibt lediglich eine Bewohnerin des Ortes.
Es ist eines der traditionellen Schiefer-Dörfer der Region und gehört zur überregional beworbenen Route der Aldeias do Xisto. Wanderwege verbinden sie.
Alljährlich am Sonntag nach dem 13. Juli findet hier das Dorffest Santo António da Neve statt.
In Aigra Nova ist einer der Projektläden angesiedelt, den Lojas Aldeias do Xisto.